# Thalasseus sandvicensis
Il beccapesci (Thalasseus sandvicensis (Latham, 1787)) è un uccello della sottofamiglia Sterninae, nella famiglia Laridae.

## Descrizione

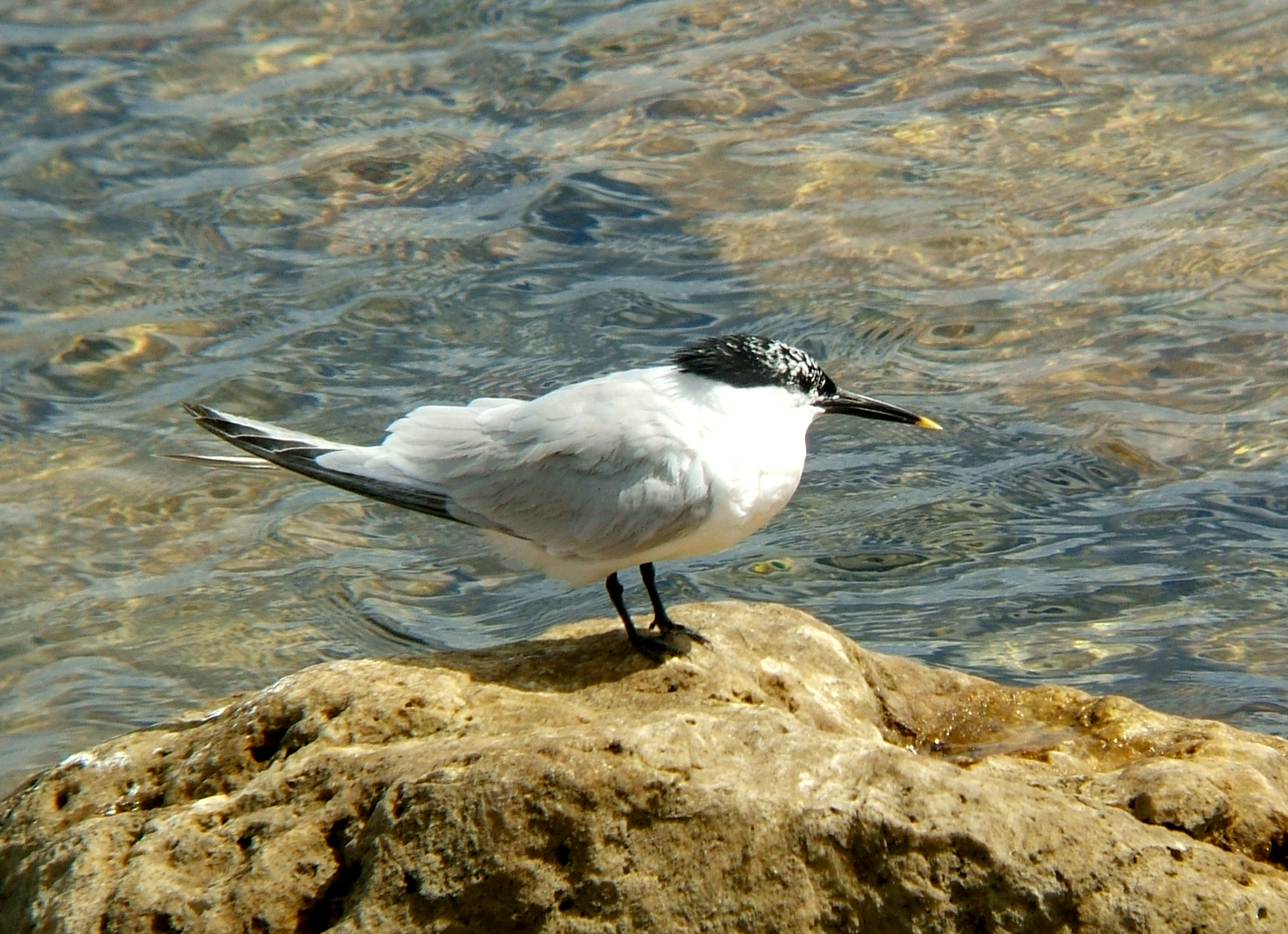

Il beccapesci  è una delle sterne più grandi, ha una lunghezza media di poco superiore ai 40 cm ed un peso che non supera 360 grammi. I colori sono prevalentemente grigi, con un petto più chiaro, zampe e cappuccio sulla testa neri. È nero anche il becco (tranne la punta gialla). 
Si distingue da un gabbiano per le ali più sottili e a falce che sbatte più profondamente, per le zampe più corte, il becco più lungo ed il ciuffo nero sulla nuca, che gli conferiscono una silhouette particolare anche per una sterna.

## Distribuzione e habitat
Il beccapesci è diffuso nelle aree costiere di Europa, Africa, Asia occidentale e Sud America;  in Italia ci sono rare nidificazioni sul delta del Po e nei pressi del Gargano.

## Biologia

### Alimentazione
Si ciba di pesci catturati tuffandosi in picchiata dal volo all'improvviso.

### Riproduzione

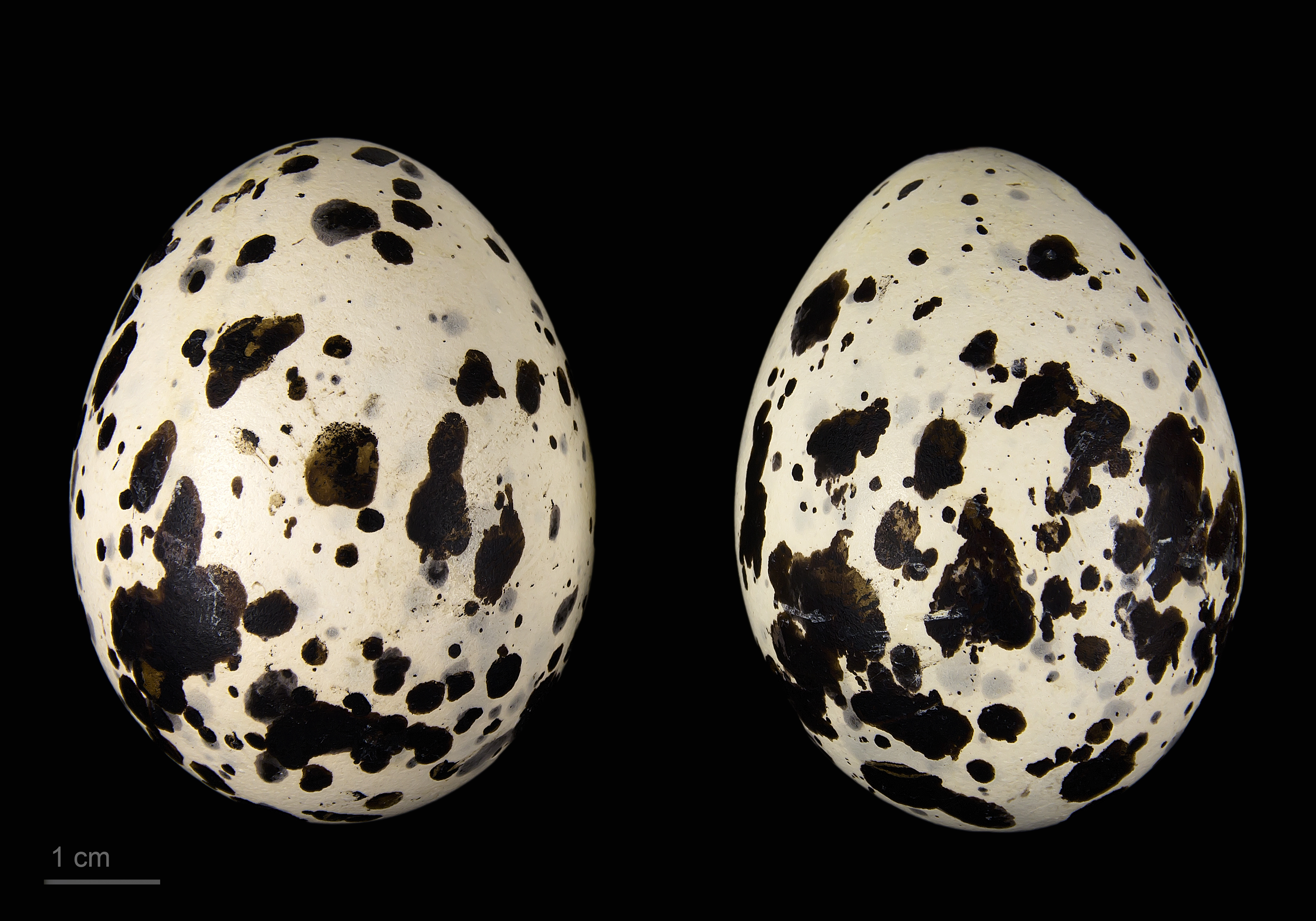
Thalasseus sandvicensis

Nidifica in primavera inoltrata.

## Conservazione
La IUCN Red List classifica Thalasseus sandvicensis come specie a basso rischio Least Concern.
In Italia se ne vedono sempre meno, ma non è considerata comunque una specie a rischio, anche se ne è vietata la caccia.